# Justo López
Justo López (Galicia, España, 1923 – Argentina, 2003) fue un abogado laboralista y juez del fuero del trabajo que realizó su actividad en Argentina. En ocasiones, fue conjuez de la Corte Suprema de Justicia de la Nación. Escribió numerosos artículos y colaboró en libros sobre la materia y fue ponderado por sus conocimientos e idoneidad en la materia en la que se especializó. 

## Actividad profesional
A los 32 años fue designado Juez Nacional del Trabajo y 10 años después ascendió a camarista del mismo fuero. Luego de estar 8 años en ese cargo se retiró dedicándose al ejercicio privado de su profesión. Fue un militante de la Acción Católica que en sus sentencias se caracterizó por su razonabilidad y mostró acabados conocimientos de su materia al mismo tiempo que una orientación progresista en la que influían las enseñanzas de Santo Tomas de Aquino y de San Agustín así como de la doctrina social de la Iglesia.
Fue profesor titular, y luego emérito, de Filosofía del Derecho y de Derecho del Trabajo en la Universidad Católica Argentina y ejerció la presidencia de la Asociación Argentina de Derecho del Trabajo y de la Seguridad Social.  Integraba la Asociación Iberoamericana de Derecho del Trabajo y de la Seguridad Social y dio cursos en Italia y España.  Fue también profesor adjunto en la Universidad de Buenos Aires.
Además de  la obra de los laboralistas argentinos conocía la de otros países como Brasil (Cesarino Junior, Moraes Filho, Russomano), España (Alonso Olea, Manuel Alonso García, Ojeda Aviles, de Castro y Bravo, Borrajo Da Cruz, Herrera Nieto, García de Haro), Italia (Cessari, Riva Sanseverino, Betti, Peretti Griva, Santi Romano, Santoro Pasarelli, Simi), México (De la Cueva) y Uruguay, (Plá Rodríguez).
Escribió el tema El salario en el tratado de Derecho del Trabajo de Mario Deveali, en 1964, y el capítulo Instituciones sociolaborales, del tratado de Antonio Vázquez Vialard, en 1982. Fue autor de decenas de artículos en revistas, especialmente en Legislación del Trabajo y colaboró con Juan Carlos Fernández Madrid y Norberto O. Centeno en la obra La Ley de Contrato de Trabajo Archivado el 21 de enero de 2022 en Wayback Machine. comentada, de 1976. Sobre su participación en este último libro dijo el coautor Fernández Madrid:

”Sus estudios, en esta  publicación, permitirían estructurar una teoría general del Derecho del Trabajo. En ese sentido descuellan sus aportes sobre las Fuentes y principios del Derecho del Trabajo, la aplicación e interpretación de la ley, la simulación y el fraude, las nulidades, el contrato y la relación de trabajo o la naturaleza del despido incausado.”